# Диксонієві
Диксонієві (Dicksoniaceae) — родина папоротеподібних рослин. Містить приблизно 35(чи 38) видів сучасних рослин у 3 родах. Викопні представники цієї родини відомі з середнього девону. У кам'яновугільний період рослини були одними з панівних видів рослин, які досягли висот приблизно 30 метрів.

## Опис
У цілому деревовиді. Велике листя, 2–3 перисте, 1–4 м завдовжки. Спори кулясті або чотиригранні.

## Поширення
Поширені в Австралазії, островах Індомалаї, Неотропіках, острові Святої Єлени. Ростуть у тропічних, субтропічних і помірно теплих умовах.
Вид Dicksonia antarctica натуралізований на Мадейрі та Британських островах.

## Галерея

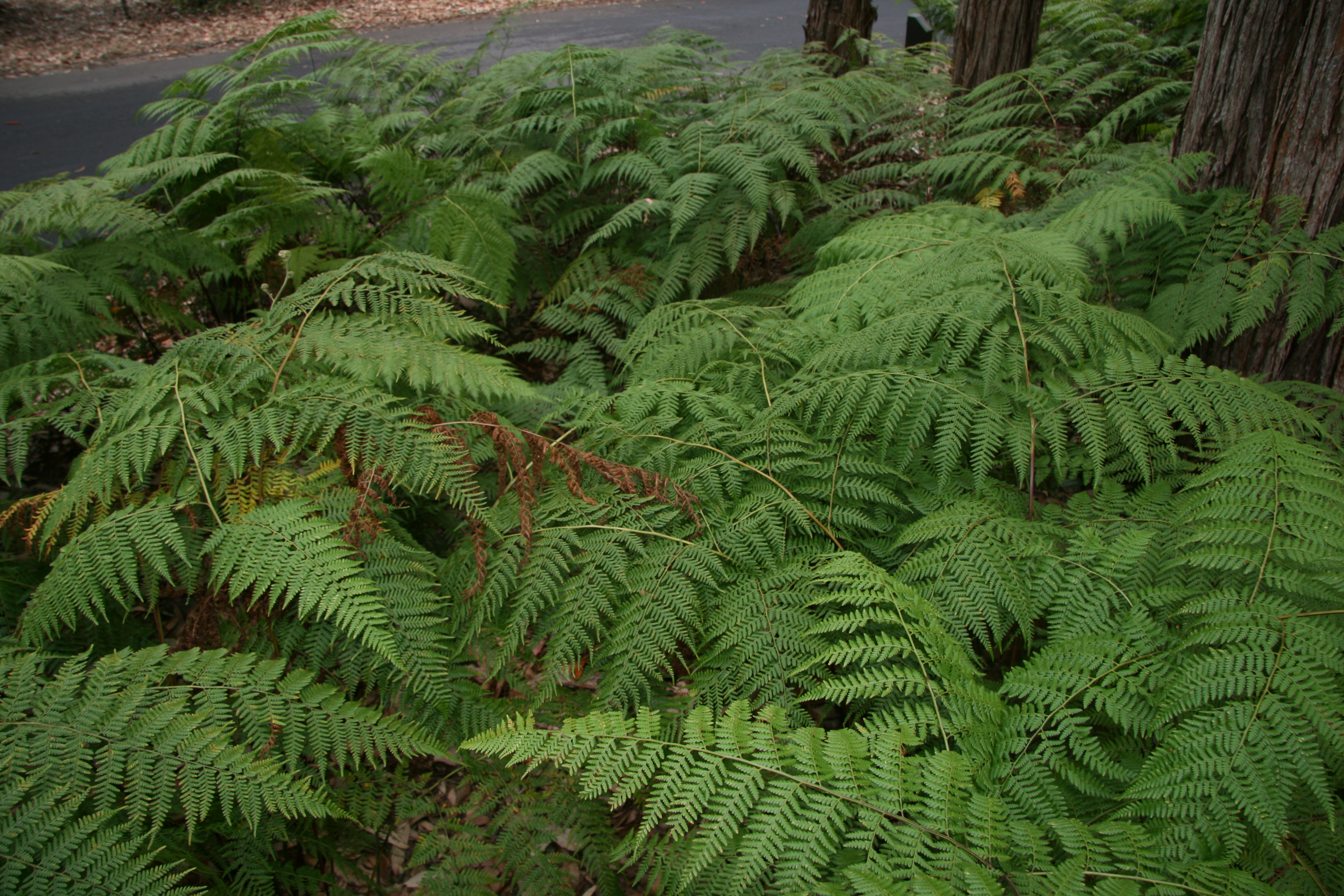
Calochlaena dubia
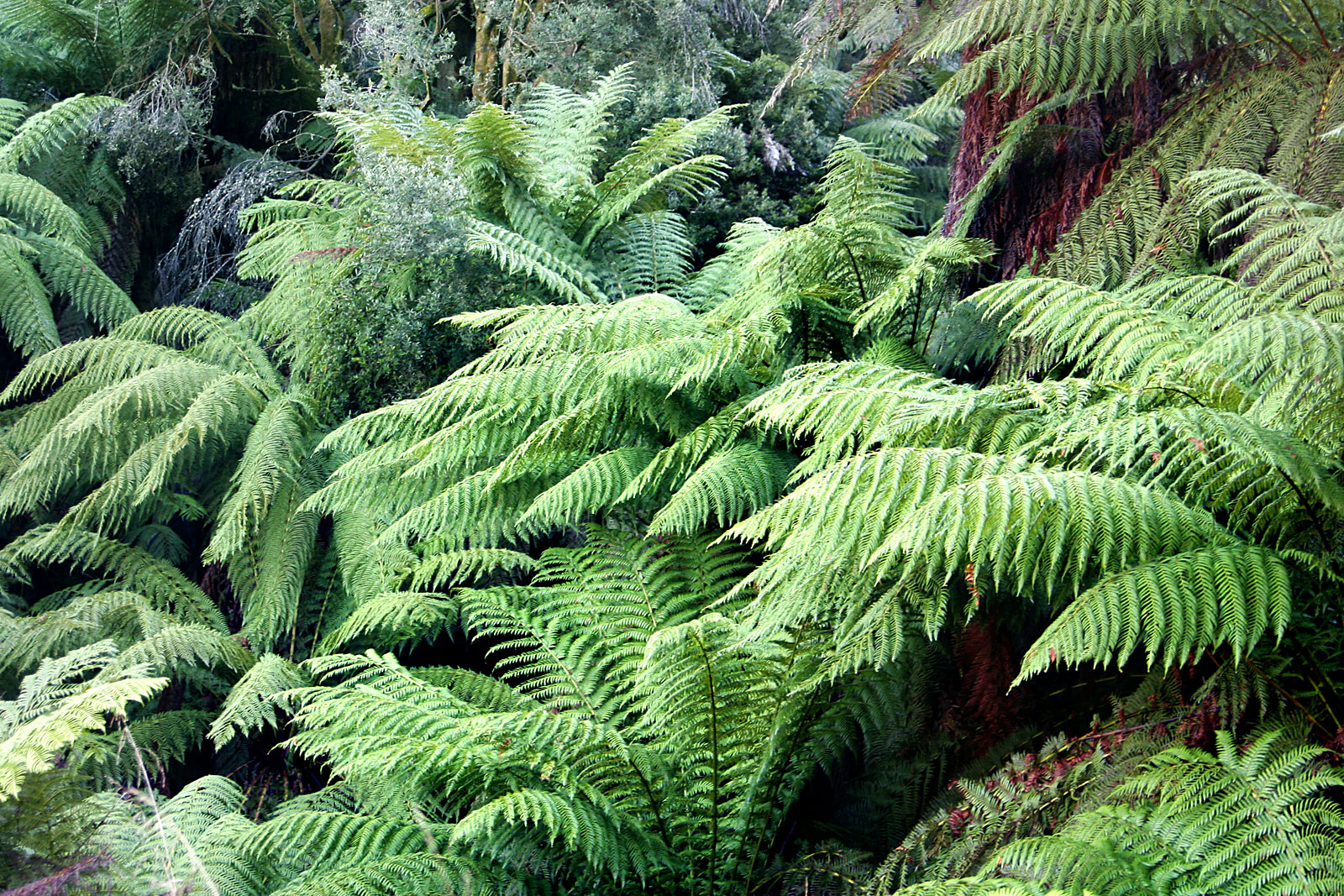
Dicksonia antarctica
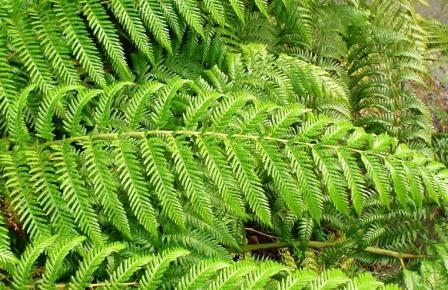
Lophosoria quadripinnata